# Mademoiselle Hervey
Marie-Anne-Renée-Adèle Macaire Moreau de Comagny, bekannt als Mademoiselle Hervey (* 22. Mai 1778 in Boissy-sous-Saint-Yon; † 1. Oktober 1864 in Versailles), war eine französische Schauspielerin.

## Karriere
Hervey wurde 14-jährig nach Paris geschickt, um dort eine Ausbildung zu machen. Sie entwickelte aber eine Vorliebe für das Theater. Ein ehemaliger Provinzschauspieler namens Bonneville war sehr angetan von ihrem Äußeren, ihrer Lebhaftigkeit und ihrer Auffassungsgabe, sodass er sie mit nach Marseille nahm, wo er ein Theater leitete. Sie debütierte dort im Jahr 1797 unter ihrem Künstlernamen Hervey, der vom Mädchennamen Hervet ihrer Mutter abgeleitet wurde.
Im darauffolgenden Jahr übernahm Bonneville eine Theaterleitung in Lyon, was dazu führte – Hervey war noch nicht volljährig und sein Mündel –, dass sie mit ihm das Engagement wechseln musste. Es folgten Engagements in Bordeaux und wiederum in Marseille. Auf Empfehlung des Konsuls in Ägypten, der sie in Lyon gesehen hatte, wechselte Hervey an das Théâtre du Vaudeville in Paris, wo sie 15 Jahre bleiben sollte. Sie hatte großen Erfolg, wurde hoch verehrt und auf eine Stufe mit den besten Darstellern ihrer Zeit, Mademoiselle Mars und Jean-Baptiste-Sauveur Gevaudan, gestellt.
Anhaltende Intrigen brachten Hervey dazu, ihr Engagement im Jahr 1819 am Théâtre du Vaudeville aufzugeben. Das verursachte öffentliches Ärgernis über die Ungerechtigkeiten, die ihr widerfahren waren, und die Comédie-Française wandte sich an sie, mit einem Angebot für ein Engagement. Hervey nahm das Angebot an, sah sich aber zurückgesetzt, da sie, als neues Mitglied in der Comédie, bei den Rollen nur zweitrangig berücksichtigt wurde. Ihre Unzufriedenheit mündete darin, dass sie 1825 ans Théâtre du Vaudeville zurückkehrte, wo sie wieder in Hauptrollen besetzt wurde und große Erfolge feierte. Daraufhin bekam sie ein angemessenes Engagement an der Comédie, wo sie 1826 erneut debütierte und schließlich 1828 in die Société de la Comédie-Française berufen wurde. 
Hervey setzte ihre Karriere bis ins Jahr 1839 fort und konnte mit den Pensionszahlungen der Comédie und des Vaudeville ihren Ruhestand unbesorgt in Versailles verleben. Sie wurde als stets freundlich und fröhlich beschrieben, bis sie 86-jährig verstarb.